# Utricularia paulineae
Utricularia paulineae är en tätörtsväxtart som beskrevs av A. Lowrie. Utricularia paulineae ingår i släktet bläddror, och familjen tätörtsväxter. Inga underarter finns listade i Catalogue of Life.